# Patalene tellesaria
Patalene tellesaria är en fjärilsart som beskrevs av Walker 1860. Patalene tellesaria ingår i släktet Patalene och familjen mätare. Inga underarter finns listade i Catalogue of Life.